# Fernand Lindsay
Pour les articles homonymes, voir Lindsay.
Fernand Lindsay (né le 11 mai 1928, décédé le 17 mars 2009 à l'âge de 80 ans) est un religieux, directeur artistique, professeur et organiste canadien du Québec.  
Originaire de Trois-Pistoles, il a étudié aux séminaires de Rimouski et de Joliette. Par la suite, il devient clerc de Saint-Viateur. Il étudie la philosophie à l'Institut catholique de Paris. Il est surtout connu pour avoir été un animateur important de la musique régionale, fondant le Festival de Lanaudière et le Camp musical de Lanaudière (Camp musical du Père Lindsay). 
L'annonce de son décès a donné lieu à un concert d'éloges en provenance du monde musical et d'ailleurs. Les gouvernements à Ottawa et à Québec ont souligné l'importance de son apport à la vie culturelle, pendant que d'autres pleuraient l'ami.

## Honneurs
- 1986 : Membre de l'Ordre du Canada
- 1990 : Chevalier de l'Ordre national du Québec
- 1993 : Prix Calixa-Lavallée
- 1997 : Prix Opus, hommage

Posthume
- 2009 : Intronisé au Panthéon canadien de l'art lyrique